# Кубачинцы

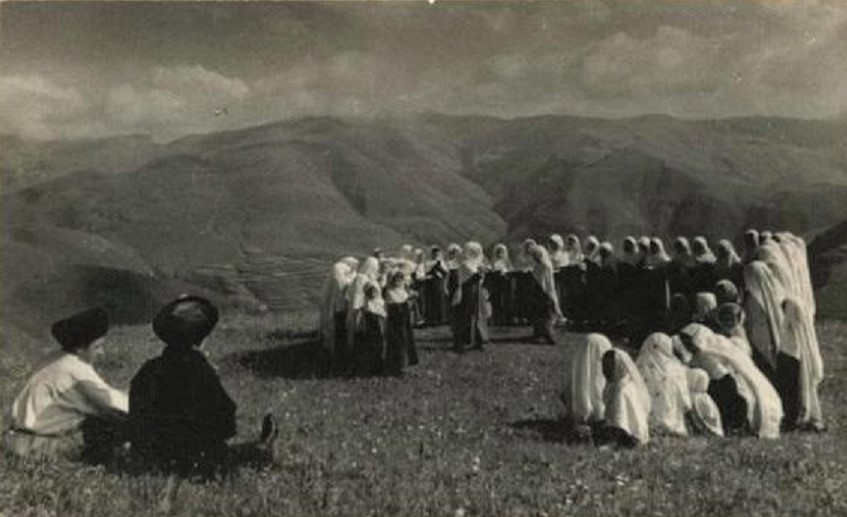
Кубачинцы. 1936. Фото С. Струнникова

Кубачинцы (самоназв. — ГIугъбуган, ГIугъбуганте) — этническая группа даргинцев, иногда рассматривается как отдельный народ, один из коренных народов Дагестана. Жители села Кубачи в Дагестане. Живут также в различных городах Северного Кавказа. Говорят на кубачинском языке даргинской ветви нахско-дагестанской семьи. Верующие кубачинцы — мусульмане-сунниты.

## История
В сочинениях историков первые упоминания кубачинцев — «зирихгераны» (перс. «кольчужники») — относятся к VI веку. С XV века они известны уже под турецким наименованием кольчужников — «кубачи». В V—X веках селение Кубачи являлось столицей Зирихгерана — сыгравшего существенную роль в истории Северо-Восточного Кавказа раннегосударственного образования, которое с VI века являлось данником Ирана. В 738—739 годах Зирихгеран был завоёван арабами, которые наложили на него подати. В XIII веке Зирихгеран подвергся монгольскому нашествию, а в 1369 году был покорён Тамерланом, который наложил на Зирихгеран подать в виде поставок брони и кольчуг. В конце XIII- начале XIV веков Зирихгеран был исламизирован. В XVI—XVII вв. кубачинцы боролись за независимость с кайтагскими уцмиями и казикумухскими ханами. В XVIII веке Кубачи подвергся нападению иранского завоевателя Надир-шаха.
К России Кубачи был присоединён в 1813 году по Гюлистанскому договору с Ираном и был включён в состав Кайтаго-Табасаранского округа Дагестанской области. С 1921 по 1991 год Кубачи был в составе Дагестанской АССР, а с 1991 года в составе Республики Дагестан.

## Этноним
Местное название села Кубачи Угъубаже (ГIугъубаже) не поддается этимологизации из кубачинского языка ввиду того, что оно является значительно измененным в течение длительного времени тюркским названием Губеши—Гюбеши—Гёбеши—Гюбежи—Губечи—Кюбечи—Кубачи. Самоназвание угъбуг (гIугъбуг) и угъбуган (гIугъбуган) являются производными от названия селения Угъубаже. Тюркоязычное название села Губеши означает «кольчужники, кольчугоделатели».

## Язык
До 1928 года кубачинцы пользовались общедагестанской системой письма, так называемым аджамским письмом на арабской графической основе; с 1928 года общедаргинская письменность — на латинице, с 1938 года на русской графической основе.